# Heinrich Heitzig
Heinrich Heitzig (* 22. April 1849 in Schlettau; † 17. November 1905 in Zwickau) war Politiker der Nationalliberalen Partei. Er ließ sich in Zwickau als Handelsmann nieder. Von 1891 an war er Stadtverordneter und von 1897 bis zu seinem Tod unbesoldeter Stadtrat. Von 1899 bis 1905 vertrat er zudem den Wahlkreis der Stadt Zwickau in der II. Kammer des Sächsischen Landtags.